# Vriesea laxa
Vriesea laxa är en gräsväxtart som beskrevs av Carl Christian Mez. Vriesea laxa ingår i släktet Vriesea och familjen Bromeliaceae. Inga underarter finns listade i Catalogue of Life.